# Camerun Alemany
El protectorat alemany del Camerun o Camerun Alemany fou un territori sota administració de l'Imperi Alemany a l'Àfrica. El protectorat fou declarat el 1884 però se li va donar el nom de protectorat alemany d'Àfrica del Nord-oest (Àfrica Nord Occidental Alemanya), que mai no va arrelar, si bé formalment no fou modificat fins al 1901.

## 1884 a 1900
Vegeu Àfrica Sud Occidental Alemanya.

## Seglexx
Les exploracions de l'interior es van cobrar noves víctimes: l'explorador Conrau, el tinent Rud i Plehn a Godzeh; el tinent Notlte, mort a Banyo el 1902; el comte Fugger mort a Marrua el 1903; el comte Kurt von Puckler-Limpurg el 1904 entre Banyama i Badxo; i el capità Gaston Thierry a Mubi el 1904; i el comissari imperial Gagern el 1906; 
El 1901 els britànics van ocupar Yola. Garua fou ocupada pel tinent Dominik que va recórrer el país dels bapees entre els rius Sánaga i Mbam a l'est de Yabasi; el capità Cramer von Klausbruch va assaltar Ngaundere, el tinent Radtke va assaltar Bubanyida i el major Kamptz la població de Tibati. També el coronel Pavel va derrotar els bafut i bandens i el tinent Pulitz als Babayu a Bamenda. El governador Puttkammer va poder visitar Garua. El 1907 Zimmermann va sufocar una revolta a l'Adamawa i el 1908 els revoltats munchis van matar el capità Glauning.
Amb els subsidis del tresor imperial, la colònia va construir dues línies de ferrocarril des de la ciutat portuària de Duala per portar els productes agrícoles al mercat: la línia del nord de 160 quilòmetres de les muntanyes Manenguba, i els 300 quilòmetres de llarg la línia principal de Makak al riu Nyong. Un ampli sistema de correus i telègrafs i una xarxa de navegació fluvial amb vaixells d'estat connectaven la costa a l'interior.
El 1910 el governador Seitz fou traslladat a l'Àfrica Sud Occidental Alemanya i el va substituir Gleim (1910-1912). El protectorat de Camerun es va ampliar amb Neukamerun (Nou Camerun) el 4 de novembre de 1911 com a part de la solució de l'Incident d'Agadir, resolt pel Tractat de Fes, i que donava sortida al mar al Camerun Alemany. Les cessions de territori de França a l'Àfrica Equatorial Francesa, foren considerables. L'11 de març de 1913 un tractat amb els britànics va establir la frontera de Nigèria entre YolaYola i el riu Cross. El 1913 la població europea era de 1871 persones de les quals 1643 eren alemanys. Les forces militars eren 199 alemanys i 1500 indígenes i les de policia eren 40 alemanys i 1255 indígenes.
Amb l'esclat de la Primera Guerra Mundial, les tropes franceses, belgues i britànics van envair la colònia alemanya a 1914 i el van ocupar completament durant la campanya de Camerun. L'última fortalesa alemanya a rendir-se fou la de Mora, al nord de la colònia en 1916. A l'esclatar la guerra el 6 d'agost de 1914 un destacament francès es va apoderar de Bonga en la confluència entre els rius Sanga i Congo; l'endemà fou ocupada Zinga a la riba de l'Ubangui; Estaven manats pel general d'origen català Aymerich, comandant en cap de les forces de l'Àfrica Equatorial Francesa que va formar dues columnes, una sota el coronel Hutin que va avançar al nord cap a la vall del Sanga per arribar a Lomie; i una altra manada pel coronel Morrison, que va avançar a l'oest seguint el Lobaye per arribar a Dume; al mateix temps el general Largeau, al nord, atacava Kusseri (a la riba del Logone) sense èxit, si bé la va conquerir en un segon atac el 21 de setembre.
Mentre una columna britànica manada per Fox havia creuat la frontera el 25 d'agost i va atacar el fort de Mora defensat pel capità Von Raben; Fox va rebre ajut de Largeau (que va enviar al coronel Brisset; el 12 de desembre Brisset ocypava Marua al sud de Mora; ja només resistia el fort de Mora en tota la part nord; a la resta del Camerun dues columnes britàniques van penetrar una des de Yola que va atacar Garua sense èxit el 30 d'agost i es va haver de retirar a Yola després de patir fortes pèrdues i més tard es va unir a la columna de Brisset; l'altra va entrar pel riu Cross i fou derrotada a Nsanakang (6 de setembre) patint 168 baixes. Les dues columnes britàniques eren de tropes indígenes manades per oficials britànics.
Es va organitzar una força franco-britànica sota comandament de Dobell amb 4.300 homes amb els franceses manat per Meyer (enviades des de Dakar) i els britànics per Dobell (enviats des de Freetown). Les forces van arribar a Duala el setembre; les naus expedicionàries van forçar l'estuari i van intimar a Duala a la rendició; al negar-se fou bombardejada el dia 26 de setembre i ocupada el dia 27. Es van trobar allí a 400 alemanys, la major part civils.
El coronel Ximmermann es va retirar cap a Edea on estava el governador Ebermaier; una columnna britànica el va empaitar. El destacament alemany de Japoma va destruir el pont que permetia el pas però els francesos van poder creuar amb el suport de la marina britànica. Edea fou ocupada el 26 d'octubre. Zimmermann i Ebermaier es van retirar a Yaounde però les columnes aliades no podien seguir la persecució per debilitat i dificultat d'aprovisionament. Els aliats es van limitar a ocupar el ferrocarril i Buea.
El 1915 tant al nord com al sud les forces aliades estaven aturades. Els reforços enviats, sota comandament del general Cumlife, estaven destinats a aturar als alemanys que ja havien passat a la contraofensiva. Noves tropes van arribar a Duala el febrer de 1915. Garua, defensada pel capità Crailsheim amb 40 homes, fou ocupada el 10 de juny; el 28 de juny fou ocupada Ngaundere. La columna de Hution va ocupar Lómie el 25 de juny de 1915 i allí es van presentar 300 soldats indígenes que havien desertat de les files alemanyes.. El 25 de juliol Morrison va ocupar Dume. El 25 i 26 d'agost es van entrevistar a Duala els general Dobell, Aymerich i Merlin (governador de l'Àfrica Equatorial Francesa) i es va acordar reprendre l'ofensiva el 22 de setembre; el novembre ja s'havien reunit uns 9.700 homes al comandament de Dobell, mentre Cunliffe tenia uns 3.500 homes i Aymerich també una xifra similar; a més hi havia 1000 soldats francesos a la frontera amb la Guinea Espanyola i també operaven 600 soldats belgues; gairebé tots els soldats eren indígenes. Les columnes franceses i britàniques van actuar després per separat; el 9 d'octubre els britànics van ocupar Wum Biagas i el 30 els francesos van entrar a Eseka. El 17 de desembre els britànics ja eren a Mangas a uns 70 km de Yaoundé. Quatre dies després els francesos arribaven a Mangeles a 30 km al sud-est de Mangas. Els britànics no van esperar als francesos i l'1 de gener de 1916 van entrar sense oposició a Yaounde que Zimmermann havia evacuat el dia 22 de desembre en direcció a la Guinea Espanyola (Río Muni) on van arribar el 4 de febrer de 1916. Els darrers a capitular van ser el capità Von Raben i la seva guarnició, al fort de Mora, el 18 de febrer de 1916.
Després de la derrota d'Alemanya, el consell suprem aliat a París va concedir els dos estats ocupants el Camerun(7 de maig de 1919) que es van repartir el territori per un acord el 4 de juliol de 1919 després de la confirmació del repartiment pel Tractat de Versalles (28 de juny de 1919). Els territoris cedits per França a Alemanya el 1911 van ser reincorporats a l'Àfrica Equatorial Francesa i no van formar part del mandat. Una delimitació provisional de fronteres es va acordar el 1920. L'emirat de Dikwa fou incorporat al Bornu i alguns emirats menors foren units a l'emirat de Yola o Adamawa,
El 1921 els dos territoris van quedar sota mandat de la Lliga de les Nacions sota l'administració de la Gran Bretanya i França. El Camerun Oriental o francès, dividit en dotze en 12 districtes (i capital a Yaoundé) i el Camerun occidental o britànic (administrat per Nigèria) reagrupats el 1961 com Camerun (el Camerun occidental es va dividir en Camerun del Nord i el Camerun del Sud i el del nord va votar en referèndum el 1959 d'integrar-se a Nigèria).

## Governadors
- 1884-1900 Vegeu Àfrica Nord Occidental Alemanya
- [1895] 1901 - 1907 Jesco von Puttkamer
- 1902 Albert Plehn (suplent de Von Puttkamer)
- 1904 Karl Ebermaier (suplent de Von Puttkamer)
- 1904 - 1905 Otto Gleim (primera vegada, suplent de Von Puttkamer)
- 1906 Franz Ludwig Wilhelm Müller (suplent de Von Puttkamer)
- 1906 - 1907 Otto Gleim (segona vegada, suplent de Von Puttkamer)
- 1907 - 1910 Theodor Seitz
- 1909 Wilhelm Peter Hansen (primera vegada, suplent de Seitz)
- 1910 - 1912 Otto Gleim
- 1910 Theodor Steinhausen (suplent de Gleim)
- 1910 Wilhelm Peter Hansen (suplent de Gleim)
- 1911 - 1912 Wilhelm Peter Hansen (tercera vegada, suplent de Gleim)
- 1912 - 1916 Karl Ebermaier
- 1913 - 1914 August Full (suplent d'Ebermaier)